# Owe Ronström
Owe Ronström, folkbokförd Ove Krister Ronström, född 12 oktober 1953 i Visby församling i Gotlands län, är en svensk etnolog och musiker.

## Biografi
Ronström disputerade 1992 vid Stockholms universitet på avhandlingen Att gestalta ett ursprung. En musiketnologisk undersökning av dansande och musicerande bland jugoslaver i Stockholm. Han var docent där 1996–98 och därefter till 2003 lektor vid Högskolan på Gotland. Ronström är sedan 2003 professor i etnologi, 2003–2013 vid Högskolan på Gotland, 2013–2021 vid Uppsala universitet och dess Campus Gotland och därefter professor emeritus. Hans forskning omfattar framför allt musik, dans, etnicitet, mångkultur, ålder, kulturarv och öar. Owe Ronström har gjort en film, om Calus, en dans- och musikritual i Rumänien. Han har även producerat program för radio om musik från olika delar av världen, bland annat i programserierna All världens musik och Mimer i Sveriges Radio P2. 
Ronström är också riksspelman och musiker i grupperna Orientexpressen, Gunnfjauns kapell och Gotlands Balalajkaorkester. Från mitten av 1980-talet till 1999 framträdde Ronström årligen som kursledare, föreläsare, presentatör och musiker på Falun Folkmusikfestival och under nära två decennier på spelmansstämman i Hovra i Hälsingland. Tillsammans med Eva Sjöstrand, Karin Rehnqvist och Claes Holmgren vann Ronström Prix Italia med verket Klockrent - En mycket stor konsert (2013). 
Han är ledamot av Kungliga Gustav Adolfs Akademien för svensk folkkultur, Kungliga Humanistiska Vetenskapssamfundet i Uppsala och sedan 2022 Honorary International Fellow i American Folklore Society.

## Utmärkelser
- 1994 Hilding Rosenberg-priset från Kungliga Musikaliska Akademien.
- 1999 Gotlands Tidningars kulturpris.
- 2010 Pris från Kungliga Gustav Adolfs Akademien för svensk folkkultur
- 2017 Zornmärket i silver för stilmedvetet och personligt spel av låtar från Gotland.
- 2022 Honorary International Fellow i American Folklore Society.

## Diskografi
- 1973 - 1973, Södra Bergens Balalajkor
- 1979 - Orientexpressen, Orientexpressen
- 1979 - Skiva, Södra Bergens Balalajkor
- 1981 - Andra resan, Orientexpressen
- 1986 - Svart sol, Rebecca Fors
- 1987 - Havanna Club, Orientexpressen
- 1990 - Det förälskade molnet, Fikret Cesmeli och Yeni Sesler
- 1993 - Balkanica, Orientexpressen
- 1994 - Orientexpressive, Orientexpressen
- 1995 - Naudljaus, Gunnfjauns kapell
- 1997 - Mahala, Orientexpressen
- 1998 - Volund, Gunnfjauns kapell, Allmänna sången
- 2001 - Dansä leitä, Gunnfjauns kapell
- 2005 - En oavslutad historia. Orientexpressen